# Mali Zvornik
Mali Zvornik (izvirno srbsko Мали Зворник) je naselje v Srbiji, ki je središče istoimenske občine; slednja pa je del Mačvanskega upravnega okraja.

## Demografija
V naselju živi 3601 polnoletni prebivalec, pri čemer je njihova povprečna starost 36,1 let (35,4 pri moških in 36,6 pri ženskah). Naselje ima 1591 gospodinjstev, pri čemer je povprečno število članov na gospodinjstvo 2,98.
To naselje je, glede na rezultate popisa iz leta 2002, večinoma srbsko, a v času zadnjih 3 popisov je opazen porast števila prebivalcev.
|  |

| Demografija | Demografija     | Demografija     |
| Leto        | Št. prebivalcev | Št. prebivalcev |
| ----------- | --------------- | --------------- |
|             |                 |                 |
|             |                 |                 |
|             |                 |                 |
|             |                 |                 |
| 1948        | 768             |                 |
| 1953        | 2783            |                 |
| 1961        | 1888            |                 |
| 1971        | 2560            |                 |
| 1981        | 3786            |                 |
| 1991        | 4321            | 4237            |
| 2002        | 5034            | 4736            |
|             |                 |                 |

| Etnična sestava po popisu iz leta 2002 | Etnična sestava po popisu iz leta 2002 | Etnična sestava po popisu iz leta 2002 | Etnična sestava po popisu iz leta 2002 | Etnična sestava po popisu iz leta 2002 |
| -------------------------------------- | -------------------------------------- | -------------------------------------- | -------------------------------------- | -------------------------------------- |
| Srbi                                   | Srbi                                   |                                        | 4.095                                  | 86,46%                                 |
| Muslimani                              | Muslimani                              |                                        | 363                                    | 7,66%                                  |
| Bošnjaki                               | Bošnjaki                               |                                        | 54                                     | 1,14%                                  |
| Jugoslovani                            | Jugoslovani                            |                                        | 43                                     | 0,90%                                  |
| Črnogorci                              | Črnogorci                              |                                        | 17                                     | 0,35%                                  |
| Romi                                   | Romi                                   |                                        | 10                                     | 0,21%                                  |
| Hrvati                                 | Hrvati                                 |                                        | 7                                      | 0,14%                                  |
| Slovenci                               | Slovenci                               |                                        | 5                                      | 0,10%                                  |
| Rusi                                   | Rusi                                   |                                        | 3                                      | 0,06%                                  |
| Madžari                                | Madžari                                |                                        | 2                                      | 0,04%                                  |
| Čehi                                   | Čehi                                   |                                        | 1                                      | 0,02%                                  |
| Bolgari                                | Bolgari                                |                                        | 1                                      | 0,02%                                  |
| Neznano                                | Neznano                                |                                        | 44                                     | 0,92%                                  |